# コンヒタキ
コンヒタキ（紺鶲、学名：Cinclidium leucurum）は、スズメ目ツグミ科に分類される鳥類の一種。

## 分布
ネパール、インドから中国南部、台湾にかけて留鳥として分布する。
日本では迷鳥として、1997年に男女群島で捕獲された記録があるのみ。

## 形態
体長約18cm。雄は全身が青黒色。

## 生態
亜高山帯の常緑樹林で生活する。
細い木の枝や枯葉、苔などを使って巣を作り、1腹3-4個の卵を産む。雌雄で抱卵する。